# Сонгайско царство
Сонгай е историческа държава, която процъфтява през 15 – 16 век в Западна Африка. Ядрото на империята се е намирало в средното течение на река Нигер (днес Мали), като е обхващала част от атлантическия бряг на запад и териториите на днешните Нигерия и Нигер на изток.

## История
Макар сонгайците да се установяват в град Гао около 800 г., те не го разглеждат като своя столица поне до 11 век. През следващите 3 века градът се разширява и просперира. Така, в периода 1325 – 1375 г. той попада под властта на Малийската империя.
Когато през 1460-те години европейците стигнали до бреговете на Африка, на нейната територия съществували множество държави. Според легенди кралство Сонгай било основано през IX в. край река Нигер от берберина-християнин ал-Яман. В 1200 г. сонгайските владетели се преместили в столицата Гао, намираща се нагоре по течението на Нигер и приели исляма. През 1325 г. Гао бил завладян от империята на Мали Манса Мюз и кралството било включено в границите на Мали. След повече от столетие крал Сони Али възвърнал независимостта на Сонгай и присъединил към територията ѝ Мали, включително Тимбукту и Джене. Но той бил жесток владетел и преследвал друговерците. След смъртта му на престола застанал Аския Мохамед – първият, който проявил търпимост към религиозните вярвания и се стремял да укрепи държавата. По време на неговото управление били създадени благоприятни условия за развитие на търговията със злато – най-напред с арабите, а след това – с португалците. Тимбукту се превърнал в процъфтяващ и културен център.

## Упадък на Сонгай
През 1529 г. Аския Мохамед бил свален от престола от собствения си син. Един след друг на трона се възкачват неспособни и алчни владетели, които не се интересуват от съдбата на кралството. Така с течение на времето Сонгай се превърнал в лесна плячка за чуждите завоеватели и през 1591 г. бил покорен от мароканците.
На изток от Сонгай се намирала африканската държава Канем-Борну, възникнала край езерото Чад. През XI в. тя се превърнала в център на мюсюлманската цивилизация в Африка и достигнала разцвет при управлението на Идрис Алома (1571 – 1603).